# Onobrychis caput-galli
Onobrychis caput-galli es una especie del género Onobrychis, de la familia de las fabáceas.

## Descripción
Es una hierba anual que alcanza un tamaño de hasta de 60 cm de altura, con (1)3-5(8) tallos, subglabra o dispersamente serícea, al menos en la parte inferior. Tallos de hasta de 40(50) cm, erectos o ascendentes. Hojas 3-5,5 cm, las basilares pecioladas, las medias subsentadas, con 4-9 pares de folíolos; folíolos (2)3-11(13,5) x 1,5-3 mm, los de las hojas basilares generalmente más cortos, estrechamente elípticos o estrechamente oblanceolados, rara vez obovados, glabros por su haz, dispersamente seríceos por el envés, al menos sobre el nervio medio. Inflorescencias con 2-8 flores; pedúnculo 2,5-8 cm, más corto o ligeramente más largo que la hoja axilante; brácteas (1)1,5-2 mm, ovadas. Flores con bractéolas de 0,4-0,5 mm, ovadas. Cáliz con tubo de 1-1,5 mm, obcónico, glabro; dientes 3,5-5 mm, 2-4 veces más largos que el tubo, estrechamente triangular-setáceos, con indumento escaso de pelos erecto-patentes o aplicados, generalmente solo en el margen y cara interna. Corola ligeramente más corta que el cáliz, de color rojo purpúreo; estandarte 4-5 mm, obovado, mucronado, tan largo o ligeramente más corto que la quilla; alas 3,5-4 mm; quilla 4,5-5 mm, curvada en ángulo obtuso. Fruto 6,5-10 x 4,5-7 mm, de contorno orbicular, espinoso, con indumento denso de peloscortos, con todas las espinas estrechamente triangulares o setáceas, planas en la base, uncinadas; margen dorsal con 4-9 espinas de 3,5-4,5 mm; caras con espinas de 1,5-3,5 mm.

## Distribución y hábitat
Se encuentra en  pastizales de tomillares, en substratos arenosos, arcillosos o esquistosos; a una altitud de 0-700 metros, en la Región mediterránea y Oriente Medio. Regiones costeras del E de España.

## Taxonomía
Onobrychis caput-galli fue descrita por (Linneo) Lam. y publicado en Flore Françoise 2: 651. 1778[1779].
Etimología
Onobrychis: nombre genérico que se compone de dos términos griegos: όνος (onos), = burro  y "βρύκω" (brýko), que significa comer con avidez, al referirse a la capacidad de atracción de los burros por esta planta.
caput-galli: epíteto latino que significa "cabeza de gallo".
Citología
Número de cromosomas de Onobrychis caput-galli (Fam. Leguminosae) y táxones infraespecíficos: 2n=14
Sinonimias
- Hedysarum caput-gallii L.
- Onobrychis depressa C.Presl[5][6]

## Nombres comunes
Castellano: cresta de gallo, gall inglés.